# Южно-Африканские национальные силы обороны
Южно-Африканские национальные силы обороны (англ. South African National Defence Force, SANDF, африк. Suid-Afrikaanse Nasionale Weermag) — военная организация Южно-Африканской Республики (ЮАР), предназначенная для защиты свободы, независимости и территориальной целостности государства.
ВС ЮАР состоят из органов управления, сухопутных войск, военно-морских сил, военно-воздушных сил, военно-медицинской службы и других формирований и служб.

## История
Национальные силы обороны были созданы в 1994 году после первых постапартеидных национальных выборов и принятии новой конституции, заменив собой Южно-Африканские силы обороны (англ. South African Defence Force, SADF).

## Общие сведения
Южно-Африканские национальные силы обороны на бумаге являются самыми боеспособными ВС в регионе, но экономические и структурные проблемы подрывают их потенциал. Основные функции включают поддержание территориальной целостности и поддержку полицейской службы. Стратегический план Министерства обороны ЮАР на 2020—2025 годы — основной документ по развитию Южно-Африканских национальных сил обороны. Первый из шести этапов стратегического планирования заключается в том, чтобы остановить сокращение важнейших военных потенциалов. Однако в годовом отчёте Министерства обороны за 2019/20 год (2019/20 Defence Annual Report) говорится, что финансовые ограничения негативно скажутся на этих амбициях, что приведёт к неспособности удовлетворить будущие требования и достичь поставленных целей, изложенные в Обзоре обороны за 2015 год (2015 Defence Review).
Южная Африка вносит свой вклад в операции ООН и является ключевым компонентом в бригаде силового вмешательства ООН в Демократической Республике Конго (Force Intervention Brigade in the Democratic Republic of the Congo) с момента её создания в составе миссии ООН по стабилизации в ДРК. 
Она является членом сил Южно-Африканского сообщества развития (Southern African Development Community (SADC)), созданных для проведения операций по поддержанию мира, сформированных в рамках Африканских резервных сил (African Standby Force (ASF)). 
В 2021 году Южная Африка направила 1498 военнослужащих в соседний Мозамбик в составе сил Южно-Африканского сообщества развития для борьбы с исламистским мятежом на севере страны. В 2021 году войска также были развёрнуты внутри страны для оказания помощи в борьбе с внутренними беспорядками. Исторически Южно-Африканские национальные силы обороны также играли ключевую роль в обучении и поддержке других региональных сил Африки. 
ЮАНСО могут самостоятельно развёртывать свои силы, а также миротворческие миссии, которые они участвует в национальных и многонациональных учениях. ЮАНСО имеют надёжный план модернизации на бумаге, но сокращение финансирования подорвало эти амбиции, что привело к отставанию программ от графика и трудностям в обслуживании и замене устаревшего оборудования. Сокращение бюджета также, вероятно, негативно скажется на обучении. Южная Африка располагает самой мощной оборонной промышленностью континента, включая Государственную корпорацию вооружений Южной Африки (ARMSCOR) и производителя оружия Denel, которая продолжает испытывать финансовые трудности.
| Вооружённые силы ЮАР                                            | Вооружённые силы ЮАР |
| --------------------------------------------------------------- | --- |
| Виды вооружённых сил:                                           | Сухопутные войска (англ. South African Army) Военно-морские силы (англ. South African Navy) Военно-воздушные силы (англ. South African Air Force) |
| Призывной возраст и порядок комплектования:                     | Вооружённые силы ЮАР комплектуются исключительно на контрактной основе лицами мужского пола, призыв не осуществляется; с 18 лет возможно добровольное прохождение контрактной службы, минимальный срок службы по контракту — 2 года; женщины могут служить в войсках, но не принимают участия в вооружённых действиях. |
| Человеческие ресурсы, доступные для воинской службы:            | мужчины в возрасте 16—49: 13 439 781 женщины в возрасте 16—49: 12 473 64 (2010 оценочно) |
| Человеческие ресурсы, пригодные для воинской службы:            | мужчины в возрасте 16—49: 7 617 063 женщины в возрасте 16—49: 6 476 264 (2010 оценочно) |
| Человеческие ресурсы, ежегодно достигающие призывного возраста: | мужчины: 482 122 женщины: 485 017 (2010 оценочно) |
| Военные расходы — процент от ВВП:                               | 1,7 % (2006) 85 место в мире |